# 本居宣長旧宅
本居宣長旧宅（もとおりのりながきゅうたく）は、三重県松阪市殿町にある、日本の史跡である。江戸時代の国学者である本居宣長が暮らしていた建物で、2階には宣長が「鈴屋」（）と名づけた書斎がある。
1909年（明治42年）に保存のために松坂城跡の現在地に移築され、1953年（昭和28年）に移築前の跡地とともに国の特別史跡に指定された。現在は1970年（昭和45年）に開館した本居宣長記念館によって管理されている。

## 沿革

### 前史

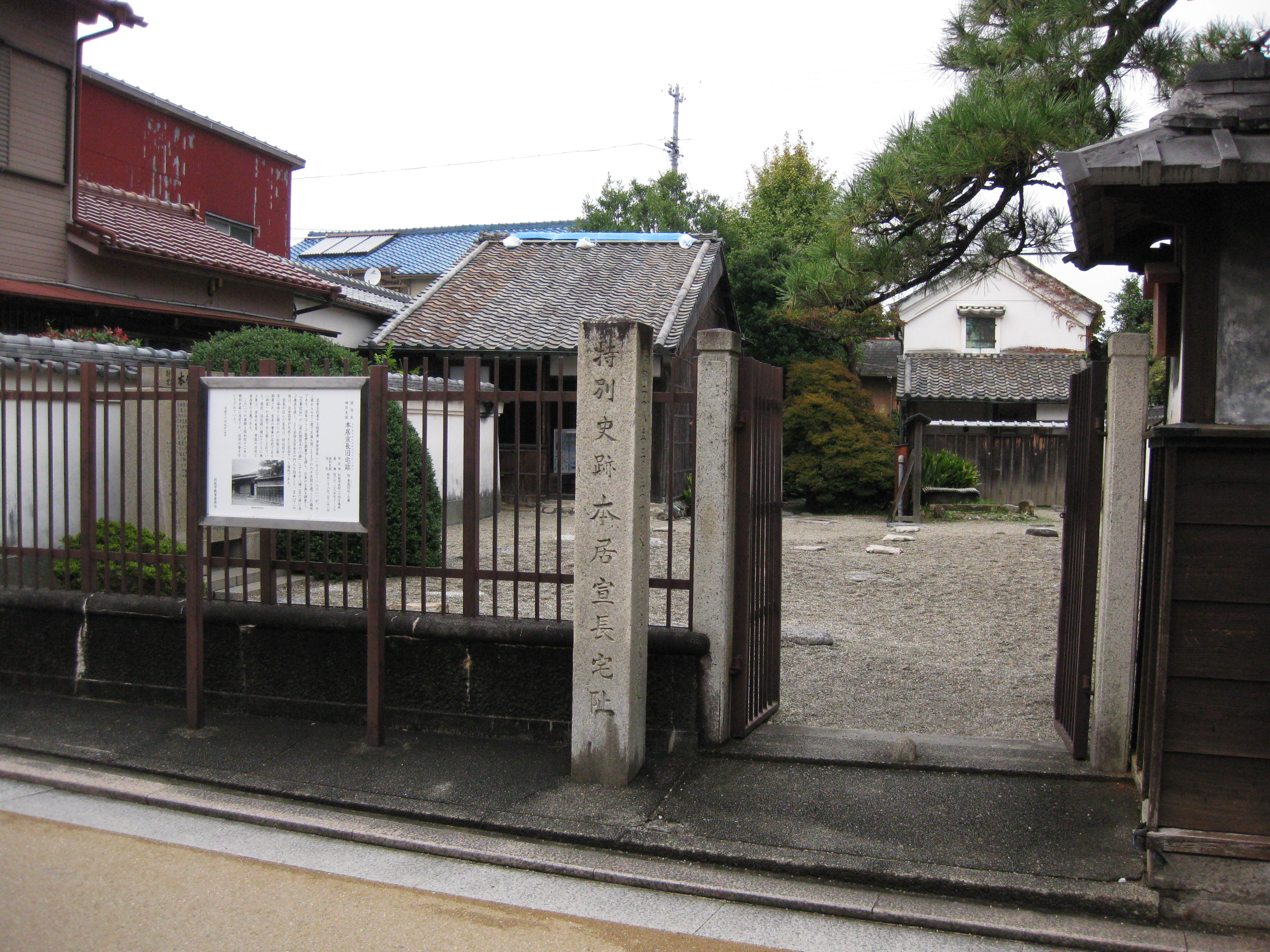
魚町の旧宅跡（国指定史跡）
この家に宣長は12歳から住み始め、72歳で亡くなるまで生活した。

本居宣長の先祖は代々伊勢国の北畠家の家臣であり、本居家初代の本居武秀は蒲生氏郷に仕えた武将であった。その子である七右衛門の代から氏を小津と改姓して松坂に住み、小津家は木綿問屋を営んで江戸店持ちの豪商として栄えていた。
本居宣長旧宅の建物は、1691年（元禄4年）に小津三四右衛門定治（宣長の祖父）が隠居所として建てたものである。最初の建物は松坂職人町に建てられ、後に松坂魚町に移築された。

### 宣長の居住
1740年（元文5年）、三四右衛門定利（宣長の父）が病没。商業は義兄の宗五郎定治が継いだが、小津家の家運は次第に傾き始めた。翌1741年（元文6年）、母かつは宣長とその弟1人と妹2人を連れて、5人家族で魚町の隠居所に移り住んだ。
1751年（宝暦元年）に義兄が死去。宣長は小津家を継いだが、それまで営んでいた商業を一切やめ、1752年（宝暦2年）に医師を志して京都へ遊学して、氏を祖先の本居に戻した。1757年（宝暦7年）、医学を修めた宣長は京都から帰郷。その後はこの家で町医者を営む傍ら、『古事記伝』の執筆をはじめとする日本古典の研究や後学の指導に取り組むなど、72歳で亡くなるまで暮らした。

#### 書斎「鈴屋」

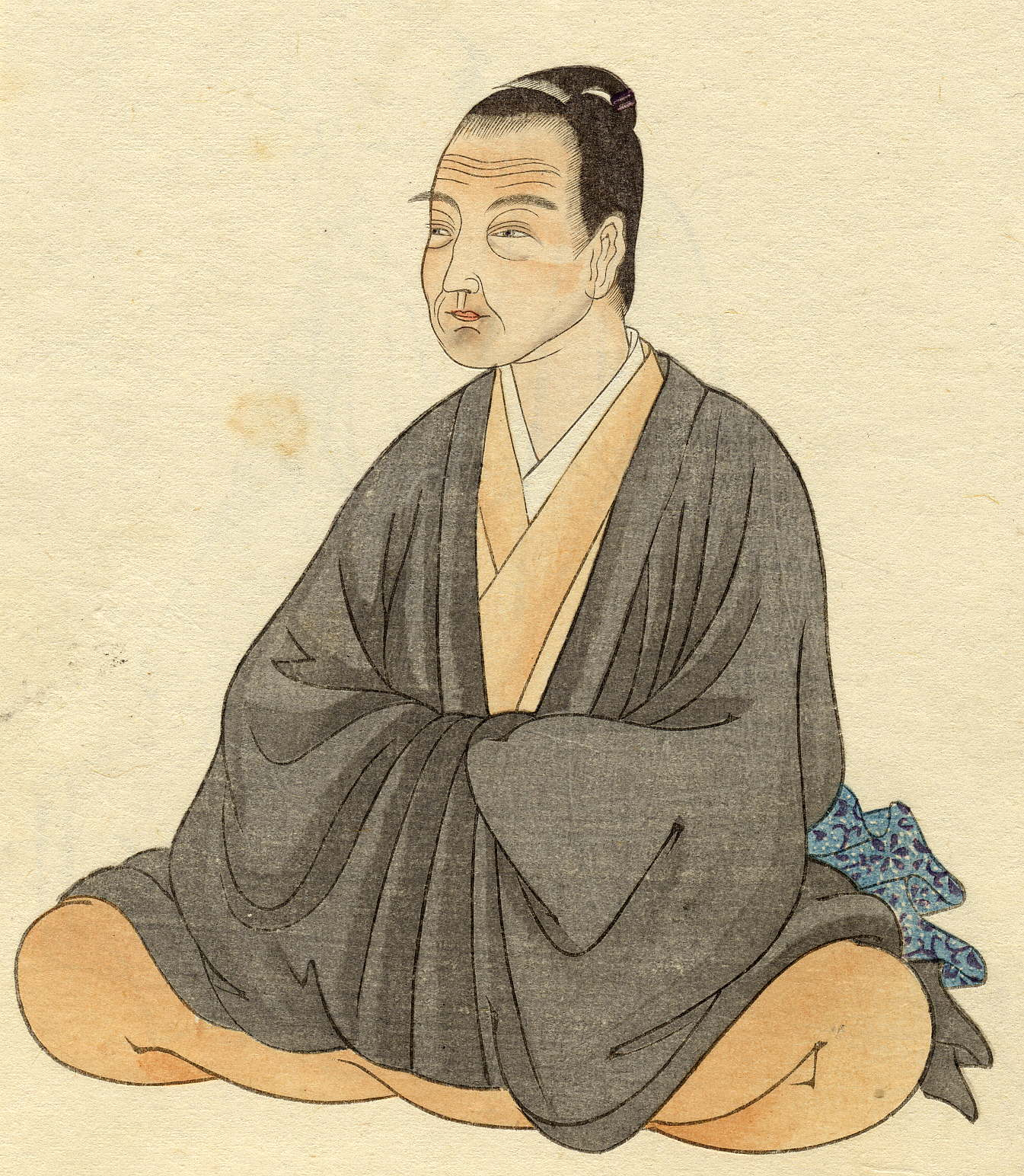
鈴を愛好した宣長は、書斎「鈴屋」に自身が考案した掛鈴をかけ、息抜きに鳴らしてはその音色を楽しんで心を慰めていた。書斎の名前は、この掛鈴に由来する。

1782年（天明2年）、宣長は2階の物置部屋を改造して新しい書斎を作り、この書斎を「鈴屋」（）と名づけた。増築するに際しては、門人の三井高蔭の援助を受けている。
位置的には旧宅の土間の部分および「釜の段」と称された部屋の上にあり、8段の階段を上がると襖1枚の引き戸で隔てられている。また、部屋の壁は真土で塗られており、襖には淡彩の山水画が描かれている。なお、書斎は学問に専念するために、日常生活と隔絶した空間になるよう工夫して、階段は下3段を箱型にして自在に取り外しができる仕掛けとなっている。
書斎は四畳半ほどの茶室のような小部屋で、質素ながらも趣向を凝らした作りである。室内は明るく、左に押入と床の間、右に一間幅の中窓を取り、正面には小窓を設けている。この小窓は閉鎖されて不使用となったが、その右には低い洞床を設けて棚を釣る。また、床の間には「県居大人之霊位」の掛軸があり、その脇には名前の由来となった掛鈴が吊り下げられている。押入の中などには、13箱の本箱が置かれた。
この書斎が完成して以後も宣長は、来る日も来る日も研究と執筆に明け暮れた。やがて「鈴屋」は宣長の屋号として、家集の表題、蔵書印、帳簿の裏表紙などにも使用された。また、宣長の没後には、「鈴屋」に由来する名称のものも出現した。

### 保存運動と史跡指定
この家には宣長の子孫が明治時代まで居住していたが、1893年（明治26年）の「明治の松阪大火」で町の中心部が火の海になったことにより、宣長の玄孫にあたる本居清造は、旧宅と史料を後世に残そうと堅く決意したという。やがて1905年（明治38年）に宣長に従三位が追贈されると、旧宅保存の気運が一気に高まり、本居宣長旧宅および旧宅跡、その他関係史跡、遺品等を保存し、業績を調査研究して顕彰に努めることを目的とした団体「鈴屋遺蹟保存会」が、1906年（明治39年）に設立された。
その後、本居宣長旧宅は1909年（明治42年）に鈴屋遺蹟保存会の手によって松坂城二の丸跡地に移築され、宣長当時の姿に復元された。1953年（昭和28年）に本居宣長旧宅と移築前の魚町の跡地は国の特別史跡に指定された。1967年（昭和42年）には移築後初の補修工事が行われた。

#### 本居宣長記念館

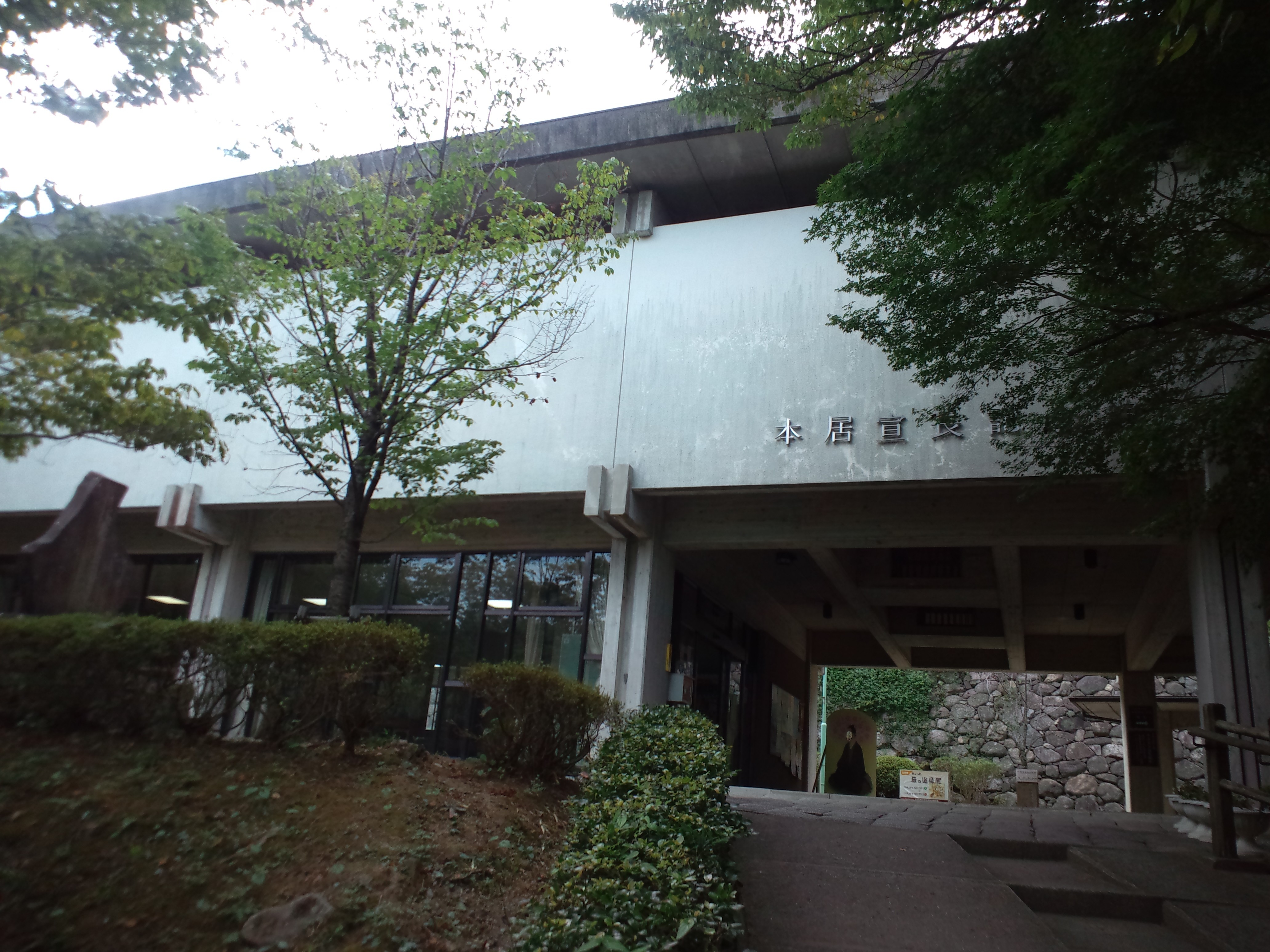
本居宣長記念館
宣長の業績の顕彰を目的に旧蔵書や自筆本などを保存・公開する施設として、1970年（昭和45年）に開館した。開館した11月5日は、宣長の命日にあたる旧暦の9月29日である。

現在、本居宣長旧宅は財団法人鈴屋遺蹟保存会が運営管理する「本居宣長記念館」の敷地内にある。本居宣長旧宅では、宣長が医療活動を行った「店の間」や講釈や歌会に使用した「奥の間」など一部が公開されている。「鈴屋」は保存のため立ち入ることはできないが、石垣の上から内部を窺い見ることができる。
本居宣長記念館には、宣長の実子本居春庭の子孫の家に伝わった資料や、宣長の養子本居大平の子孫の家に伝わった資料などが所蔵されており、うち467種1,949点が国の重要文化財、20種31点が三重県の有形文化財に指定された。また、鈴屋学会の事務局が置かれている。
2016年（平成28年）に改修工事のため一時的に休館。翌2017年（平成29年）に新装開館した。